# Colégio São Vicente de Paulo
O Colégio São Vicente de Paulo é uma instituição de ensino católica, mantida pelos padres lazaristas.  Abrange o Ensino Fundamental e Ensino Médio, além da Educação de Jovens e Adultos.  Funciona no bairro do Cosme Velho, Rio de Janeiro, desde 30 de março de 1959 e tem conseguido bons resultados nos exames vestibulares, enviando às diversas faculdades alunos habituados a participar do processo educativo e que levam, na bagagem, espírito crítico, responsabilidade e sensibilidade para com as causas sociais, mostrando ser um colégio que busca não só excelentes resultados acadêmicos, mas, acima de tudo, ajudar a formar agentes de transformação social. 
Na avaliação do ENEM 2012, o colégio obteve média 699,15 (média total da prova objetiva e redação). Esta média o colocou em décimo primeiro lugar geral entre todas as escolas do  município do Rio de Janeiro, 42o no país.

## Histórico
O Colégio São Vicente de Paulo abriu as suas portas em 30 de março de 1959, para os cursos do então Pré-Primário, Primário e Admissão, o que corresponde hoje ao Ensino Fundamental I. Contava então com 350 alunos do sexo masculino. Como as obras para conclusão da escola ainda estavam em fase de conclusão, sua inauguração oficial deu-se em 19 de julho daquele ano, com a presença do presidente da República Juscelino Kubitschek, ex-aluno dos lazaristas no Seminário de Diamantina.
O prédio do colégio foi projetado em 1956 pelos arquitetos Rolf Hüther e Paulo Machado. Constitui-se um marco da arquitetura moderna na cidade.
Inicialmente reservado só para meninos, adotou, em 1968, o sistema de educação mista. A partir de 1973, mantém um curso à noite, para Educação de Jovens e Adultos.
O primeiro diretor foi o Padre Joaquim Horta. Um ano após a fundação, a escola abriu o Curso Ginasial, que corresponde ao que é hoje o Ensino Fundamental II, e o Curso Científico - atual Ensino Médio. No mesmo ano, também instituiu a Associação de Pais e Mestres e a Associação de Caridade de São Vicente de Paulo.
O Pe. Marçal Versiani dos Anjos assumiu a direção do Colégio em 1965, onde permaneceu até 1967. Nesta gestão, formou-se a primeira turma do Científico, com êxito de 80% de aprovação no vestibular. Foi responsável pelo acolhimento dos professores Moacyr de Góes e Jair Barros.
De 1967 a 1979, a direção do colégio ficou a cargo do Pe. José Pires de Almeida. Foram anos de inovação na escola. Em 1968, o colégio recebia meninas como alunas - atitude pioneira entre as escolas católicas. A proposta pedagógica assumida foi a da pedagogia libertadora, que norteia a escola até hoje. Em 1970, a escola já contava com 2500 alunos, 150 professores e 90% de aprovação no vestibular.
Em 1973, foi aberto o Curso Supletivo, importante ação social. A participação dos alunos era fortemente estimulada através dos grêmios estudantis.
Em 1999, o coral São Vicente a Cappella —formado por alunos e ex-alunos do Colégio, além de jovens da comunidade— classificou-se em primeiro lugar no II Concurso Nacional Funarte de Canto Coral – Categoria Juvenil. Desde então, já se apresentou em diversos estados brasileiros, sempre sob a regência de Patrícia Costa.
Em 2016, o colégio inaugurou o Muro da Gentileza, um espaço livre para doar e retirar doações de objetos como livros e roupas. 
Em dezembro de 2023, o colégio proibiu o uso de aparelhos celulares por parte dos alunos não só nas salas de aula, mas durante os intervalos, tendo em vista os danos educacionais pelo uso excessivo dos aparelhos apontado pela UNESCO. 

## Mantenedora
Escola religiosa católica, é mantido pela Província Brasileira da Congregação da Missão (PBCM - Padres e Irmãos Vicentinos ou Lazaristas) cujo fundador foi São Vicente de Paulo, o "Pai da Caridade", que viveu em Paris no século XVII.
No Brasil, a Congregação da Missão (CM) possui três Províncias e se dedica a diversos apostolados, paróquias, missões e escolas.

## Proposta educacional
Em sua Proposta Educacional, o Colégio São Vicente de Paulo assume as orientações da Conferência Nacional dos Bispos do Brasil e do Conselho Episcopal Latino-Americano. No ano de 1968, na Segunda Conferência Geral do Episcopado Latino-Americano em Medellín, foi proposta uma educação capaz de questionar a realidade social existente, transformando-a numa convivência mais humana e democrática. Essa proposta foi depois confirmada nas reuniões das Conferências Episcopais que se seguiram. Na educação, a missão evangelizadora da Igreja Católica se traduz por uma postura libertadora, que vai muito além da transmissão de conteúdos, "educando para a transformação social". A consciência do valor moral da liberdade e o empenho de cada um em harmonizar a liberdade de todos são ingredientes básicos para promover a justiça social. O curso supletivo de Educação de Jovens e Adultos, ministrado à noite, vai desde a alfabetização até o fim do Ensino Fundamental (Primeiro Grau). Esta é uma das formas do Colégio responder ao desafio de uma "educação para todos" e, ao mesmo tempo, dar conseqüência aos ensinamentos de São Vicente no que diz respeito à atenção àqueles que são socialmente menos favorecidos. Uma das características do ambiente educacional do Colégio é o grande número de atividades culturais que se desenvolvem durante o ano escolar, como Teatro, Corais, Rádio, Revistas, Exposições, Excursões, Grêmios, Atividades Esportivas e Pastorais e o Comitê Graúna de Ação da Cidadania contra a Fome, a Miséria e pela Vida.

### Ensino Fundamental
O Ensino Fundamental, com duração de nove anos letivos, terá por objetivo a formação básica do cidadão, enquanto agente de transformação social, mediante:
1. O desenvolvimento da capacidade de aprender, tendo como meios básicos o pleno domínio da leitura, da escrita e do cálculo;
2. A compreensão do ambiente natural e social, do sistema político, da tecnologia, das artes e dos valores em que se fundamenta a sociedade;
3. O desenvolvimento da capacidade de aprendizagem, tendo em vista a aquisição de conhecimentos e habilidades, a formação de atitudes e a assimilação de valores;
4. O fortalecimento dos vínculos de família, dos laços de solidariedade humana e de tolerância recíproca em que se assenta a vida social;
5. O desenvolvimento da capacidade de aderir, em graus diversos e crescentes, a projetos e atividades de transformação social que conduzam à promoção humana de todas as camadas da população.
O Ensino Fundamental será ministrado em regime seriado anual, da 1o ao 9o ano.

### Ensino Médio
O Ensino Médio, com duração de três anos letivos, terá como objetivos:
1. A consolidação e o aprofundamento dos conhecimentos adquiridos no Ensino Fundamental, possibilitando o prosseguimento de estudos;
2. A preparação básica para o trabalho e a cidadania do educando, para continuar aprendendo, de modo a ser capaz de se adaptar com flexibilidade a novas condições de ocupação ou de aperfeiçoamento;
3. O aprimoramento do educando como pessoa humana, incluindo a formação ética e o desenvolvimento da autonomia intelectual e do pensamento crítico, de modo que a adaptação exposta no inciso anterior ocorra sem prejuízo do desenvolvimento da capacidade de indignar-se e engajar-se na luta pela transformação social;
4. A compreensão dos fundamentos científico-tecnológicos dos processos produtivos, relacionando a teoria com a prática, no ensino de cada disciplina;
5. O desenvolvimento da capacidade de promover, em graus diversos e crescentes, projetos e atividades de transformação social que conduzam à promoção humana de todas as camadas da população.
6. A preparação para o vestibular.
O Ensino Médio é ministrado em regime seriado anual, da 1ª a 3ª série.

### Educação de Jovens e Adultos
A Educação de Jovens e Adultos (EJA), obra de caráter social, tem por finalidade suprir a escolarização regular, para adolescentes, jovens e adultos que não a tenham freqüentado ou concluído na idade própria.
Considerando a necessária adaptação à idade da população a que se destina, a Educação de Jovens e Adultos visará os mesmos objetivos estabelecidos para o Ensino Fundamental e o Ensino Médio, expressos nos capítulos anteriores. A estes, acrescenta-se o desenvolvimento de aptidões para a ocupação profissional, considerada a experiência adquirida pelos alunos enquanto trabalhadores.
O Colégio oferece a  Educação de Jovens e Adultos no nível fundamental, sendo a organização assim efetuada:
1. A 1ª e a 2ª séries têm a duração de um ano letivo, precedidas por um ano letivo de alfabetização;
2. Da 3ª à 8ª série, o regime é de um semestre letivo por série.
Os alunos poderão, em qualquer momento  do curso, por indicação do Conselho de Classe, serem reclassificados e merecerem aceleração de estudos, nos termos da legislação.

## Projetos sociais
Através do projeto Construindo e Preparando o Futuro, o colégio busca envolver seus alunos e alunas em ações sociais concretas visando formar agentes de transformação social. Estas ações são bastante amplas, abrangendo todos os níveis de ensino.  Atualmente, estão em desenvolvimento os seguintes projetos:

### Riacho Fundo II (Distrito Federal)
A região administrativa do Riacho Fundo II, localizado na região oeste é fruto do plano habitacional do Governo do Distrito Federal, que doou terrenos e criou cooperativas habitacionais em 1998. A população é carente de serviços básicos. O projeto consiste em desenvolver oficinas temáticas a fim de desenvolver lideranças para o trabalho pastoral.  Ocorre duas vezes por ano, em janeiro e julho e envolve voluntários coordenadores, professores, alunos e alunas do ensino médio, além de ex-alunos e outros voluntários.

### Serra do Ramalho (Bahia)
O município de Serra do Ramalho (Bahia), localizado na região semi-árida, possui um dos piores IDHs do estado da Bahia.  Surgiu como fruto do reassentamento de populações atingidas por barragens, sobretudo a barragem de Sobradinho, na década de 1970.  O projeto social desenvolve cursos, oficinas e seminários de capacitação para diretores, equipes técnicas e professores das escolas municipais.  O objetivo é o desenvolvimento de valores sociais, profissionais e éticos, incentivando a cooperação, a tolerância, o respeito e os valores democráticos.  O sub-projeto Mar de Dentro busca valorizar as diversas culturas, a história e a vida locais, além de mapear as atividades culturais existentes no município. O sub-projeto Caixa de Abelhas conta com o financiamento da Associação de Pais e Mestres para fabricação de caixas de madeira para o desenvolvimento de colméias e fabricação de mel.  O projeto é desenvolvido em parceria com a Prefeitura Municipal, a Companhia de Desenvolvimento do Vale do São Francisco e a Universidade Federal de Viçosa para a formação dos apicultores e infra-estrutura para a produção de mel.
O projeto é desenvolvido duas vezes por ano, em janeiro e julho. Participam um grupo de voluntários entre coordenadores, professores, alunos e alunas do ensino médio, além de ex-alunos e outros voluntários.

### Carinhanha (Bahia)
O município de Carinhanha também localiza-se no semi-árido baiano e apresenta grande concentração fundiária. Neste município, a atividade econômica predominante é a agropecuária. O município é carente de serviços básicos.  O projeto social desenvolvido na região abrange os subprojetos:
- Lideranças sociais: desenvolvimento de lideranças pastorais e movimentos para o trabalho como agentes de transformação social.
- Jovens em ação: busca desenvolver o protagonismo dos jovens.
- Vida para o assentamento São Lucas: construção de barragens evitando o êxodo rural.
- Exercendo a cidadania: desenvolve capacitação de lideranças sociais em políticas sociais.

### Monitoria na Educação de Jovens e Adultos
Este projeto propõe-se a acompanhar os alunos da Educação de Jovens e Adultos pelos alunos do segundo ano do Ensino Médio.  Os alunos monitores desenvolvem diversos tipos de atividade de auxílio aos alunos da EJA, contribuindo para o trabalho pedagógico dos professores tanto em sala de aula como na culminância dos projetos educativos.

### Projeto Esperança - Comunidade Chico Mendes
O projeto surgiu como ampliação do projeto Cesta Básica.  Atua na Pavuna, subúrbio do Rio de Janeiro. Atende a famílias em condição de pobreza absoluta, que sobrevivem basicamente do Bolsa Família, da reciclagem de resíduos sólidos ou atividades sem vículo empregatício. Atualmente atende 25 famílias (154 pessoas) através de oficinas de geração de renda, palestras, cestas básicas e atividades extras. Conta com a colaboração do grupo Multiplicadoras na Ação Social, formado por mães e professores da comunidade do colégio.

### Programa de Erradicação do Trabalho Infantil (PETI)
O projeto está sendo implementado em 2008.  Será desenvolvido por alunos e voluntários do ensino médio.  Busca atender a solicitação da Secretaria de Desenvolvimento da Prefeitura do Rio de Janeiro.

### Creche Cristo Redentor (Cosme Velho)
O projeto é realizado pelos alunos e alunas do Ensino Fundamental I. O objetivo principal é o despertar para a solidariedade.  Os alunos participam de atividades conjuntas com as crianças atendidas pela creche.

### Missionários Seculares-Leigos Vincentino (MISEVI)
O grupo foi fundado para congregar pessoas para aprofundar o compromisso com o Carisma Vincentino e a espiritualidade de São Vicente de Paulo.  O objetivo final é colaborar com missões desenvolvidas pelo mundo todo por meio de reuniões quinzenais de vivência e partilha, reflexão e oração.

## In  Memoriam
"Tenho consciência das minhas limitações, dos meus erros e dos meus pecados. Peço a compreensão de vocês e o perdão de Deus, a quem ofereço a pequenez dos meus serviços e a simplicidade da minha história e da minha vida." Pe. Almeida
- Pe. JOSÉ PIRES DE ALMEIDA (1923 - 1999)

O Padre Almeida, com 32 anos de serviço no Colégio São Vicente de Paulo, dos quais 26 anos como Diretor, dedicou-se com entusiasmo à educação da juventude.
- Pe. Joaquim da Silveira Horta (1907 - 2000), construtor e primeiro Diretor do Colégio São Vicente de Paulo. Faleceu na madrugada do dia 11 de novembro de 2000.

- Professor Marçal Versiani dos Anjos nasceu em Montes Claros, Minas Gerais, aos 29 de novembro de 1927. Morreu dia 24 de setembro de 1999, com 72 anos incompletos.